# Геофизический центр РАН
Геофизический центр РАН (ГЦ РАН) — научный институт по проблемам геофизики и прикладной математики в исследованиях наук о Земле. Федеральное государственное бюджетное учреждение науки Российской академии наук, входит в Отделение наук о Земле РАН (ОНЗ РАН).

## История

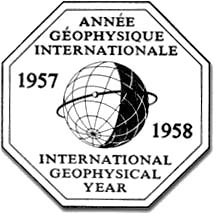
Эмблема Международного геофизического года 1957—1958 (МГГ)

9 июля 1954 года правительством СССР было принято решение об участии в Международном Геофизическом году и о создании при Президиуме АН СССР Междуведомственного комитета Международного геофизического года (МК МГГ), ответственного за подготовку и проведение научных мероприятий.
В январе 1961 года решением Совета Министров СССР, подписанное первым заместителем председателя Совета Министров ССР А. Н. Косыгиным) основан Междуведомственный геофизический комитет (МГК) АН СССР.
Геофизический центр (ГЦ РАН), в его сегодняшнем статусе, создан в 1992 году на правах научно-исследовательского института, путем реорганизации Междуведомственного геофизического комитета (МГК) АН СССР.

### Руководство
Директора по году назначения:
Междуведомственный комитет Международного геофизического года
- 1954 — Гамбурцев, Григорий Александрович
- 1955 — Бардин, Иван Павлович

Междуведомственный геофизический комитет
- 1961 — Белоусов, Владимир Владимирович

Геофизический центр
- 1990 — Соболев, Геннадий Александрович
- 2005 — Гвишиани, Алексей Джерменович
- 2019 — Соловьёв, Анатолий Александрович

## Научные направления
Основным направлением деятельности центра является выполнение фундаментальных научных исследований и прикладных разработок в области геофизики и геоинформатики.
- Развитие теоретико-алгоритмической базы распознавания образов;
- Фундаментальные исследования по геофизике и геоинформатике, методам искусственного интеллекта, системному анализу, интеллектуальным геоинформационным системам и их геолого-геофизические и медико-экологические приложения;
- Проведение полевых геофизических исследований, включая магнитную и геодезическую съемку;
- Изучение магнитного поля Земли, развертывание российской системы магнитных обсерваторий высшего международного стандарта качества;
- Исследование современных движений земной коры и моделирование напряженно-деформированного состояния в приложении к геоэкологии, геодинамике и оценке природных рисков;
- Создание новых методов визуализации геоданных и знаний на базе сферических экранов и развитие перспективных технологий обучения;
- Разработка новых методов электронных публикаций.

## Структура
Лаборатория геофизических данных
- Мировой центр данных по физике твердой Земли
- Мировой центр данных по солнечно-земной физике

Лаборатория геодинамики
- Геодинамический полигон (г. Железногорск)

Лаборатория геоинформатики и геомагнитных исследований
- Совместные магнитные обсерватории ГЦ РАН
- Российско-украинский центр геомагнитных данных

Лаборатория инновационных проектов
- Проект «Сфера-Образование»

Лаборатория электронных публикаций
Научно-образовательный центр «Геофизические процессы и геоинформатика»
Научно-образовательный центр «Геодинамика и геоэкология недр: моделирование, прогноз и мониторинг»

### Национальный геофизический комитет РАН
Представительство России в Международном геодезическом и геофизическом союзе.
Секции:
- сейсмологии и физики недр Земли
- метеорологии и атмосферных наук
- геомагнетизма и аэрономии
- физических наук об океане
- гидрологических наук
- геодезии
- криосферных наук

## Редакции журналов
В ГЦ РАН выходят электронные научные журналы:
- Russian Journal of Earth Sciences
- Вестник Отделения наук о Земле РАН

Серийное издание:
- Исследования по геоинформатике: труды Геофизического центра РАН.